# 無印スタンド

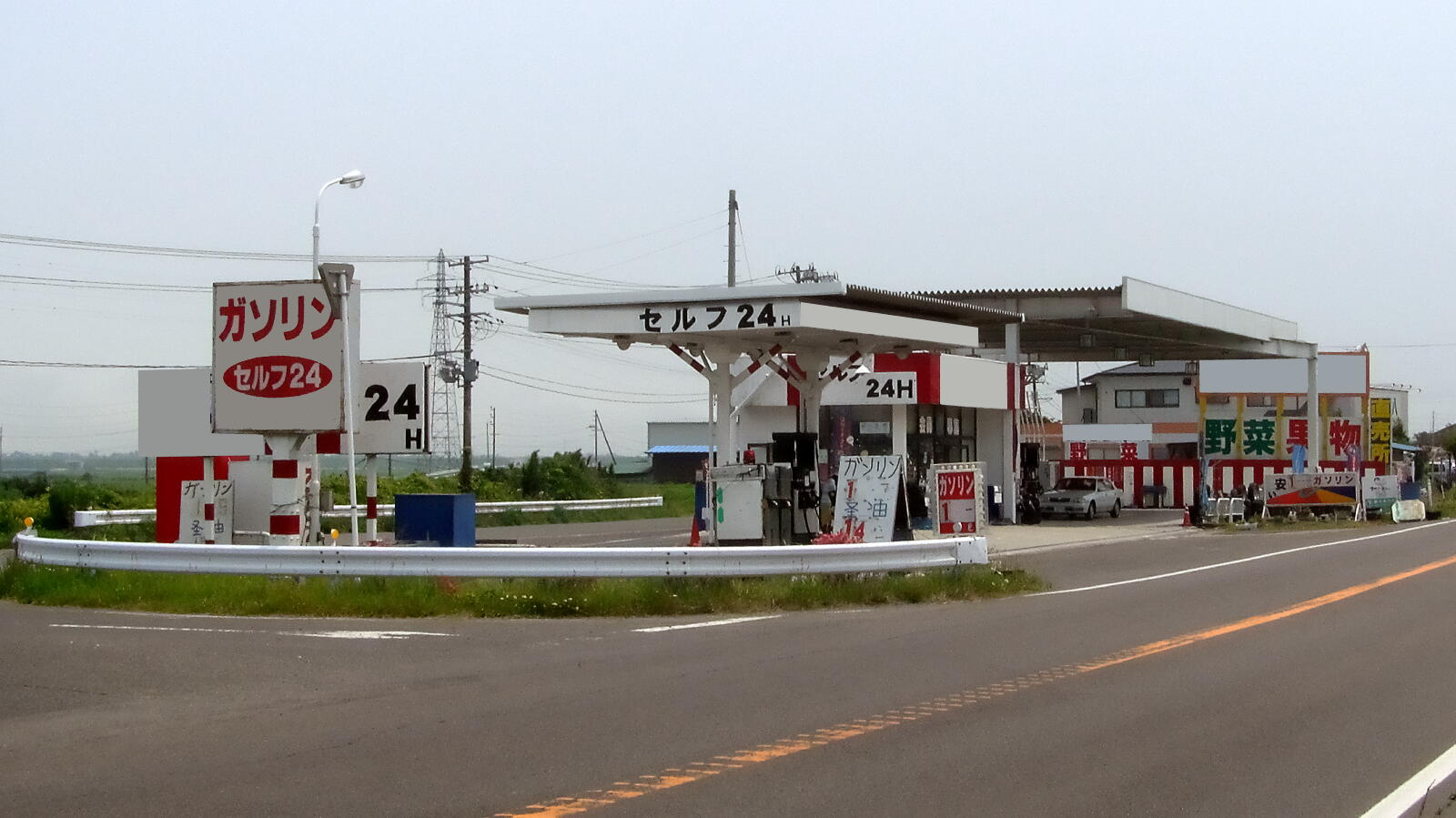
無印スタンドの例

無印スタンド（むじるしスタンド）とは、ブランドを持たずに営業を行うガソリンスタンド（サービスステーション、SS）。無印SSともいう。
公正取引委員会によれば、日本国内のガソリン販売業者は、石油元売りのブランドマークを掲げる系列SS、エネルギー商社等が展開するプライベートブランドによるPBSS、および本項で述べる無印SSに分類される。

## 概要
日本国内で流通しているガソリン・軽油・灯油は、石油元売りから系列特約店及び系列販売店に対して特約店契約に基づいて系列SSに供給されるガソリンである系列玉（けいれつぎょく）と、連産品として発生した余剰在庫がノーブランド品として流通するガソリンである業転玉（ぎょうてんぎょく、業者間転売玉の略。非系列玉とも呼ばれる）に分類される。石油元売りと特約店契約を結んでいる系列SSでは前者の系列玉を扱い、そうでないPBSSや無印SSは主に後者の業転玉を扱う。
内需縮小に対応して石油元売り各社が生産能力を削減し、業転玉の流通量が減ったために、大手のPBSS系列では石油元売りの系列に入る例が増加している。例えば、キグナス石油は石油元売りのコスモ石油からガソリンなどの供給を受けている。

### 無印SSとしての営業例
下記のような場合に、複数のSSを事業展開するまでは至らず、1店舗だけの経営である場合に、無印SSとしてとして営業されていることがある。
- 運輸・運送業者を中心に、協同組合を立ち上げて自家用の給油所を整備している例は珍しくないが、SSとして一般の法人や個人でも利用できるようにしている場合がある[8][9][10]。
- 運輸・運送業以外の分野が本業の企業も、SSを経営している場合がある[11][12][13][注釈 1][注釈 2][注釈 3]。

## 品質および検査体制
石油元売りの卸売価格の決定には二つの方式がある。
- 一つは、主に中小の系列特約店向けの「エリア市況リンク方式」で、元売りが地域ごとにガソリンの末端販売価格を基に基準価格を定めてそこから系列特約店等の販売量等に応じて数量割引額等を差し引いて卸売価格を算出する方式である。
- もう一つは、主に大手系列の特約店向け系列玉や業転玉向けの「RIMリンク方式」で、リム情報開発が公表しているガソリン価格である「RIM価格[注釈 4]」を指標として卸売価格を決定する方式である。

系列特約店向け系列玉と商社等向け業転玉の卸売価格には、1リットルあたり3円から8円程度の価格差がある。しかしそれは業転玉として流通したガソリンの品質が悪いということを意味せず、結論から述べれば、系列SSと無印SSで供給されるガソリン・軽油・灯油の品質は全く同等 である。実際に、系列玉も業転玉も国内の元売りのどの系列においても同じ貯蔵タンクから汲み出されている。
揮発油等の品質の確保等に関する法律で、各種燃料油の強制規格が厳格に定められており、販売業者と元売りの両方に業者登録および品質管理義務が課されている。
具体的には、石油販売業者は品質について10日に1度の自己分析義務を負う。石油販売業者はこの分析を全国石油協会などの同法に基づく登録分析機関に委託することもできる。一定の要件を満たした場合は、品質維持計画認定制度によって分析頻度が1年あたり1回に軽減される。この品質分析義務に違反した場合には6か月間以内の事業停止命令が下され、さらにその命令に違反した場合には罰則（懲役や罰金）および登録取消しの処分が下される。これは系列SS・PBSS・無印SSの区別にかかわりなく違反が発覚した場合には経営存続が危ぶまれるほど重い処分であり、系列SSでは違反が少なく無印SSでは違反が多いといった偏りを生む原因とはならない。
さらに上記とは別に、資源エネルギー庁からの委託により、全国石油協会および新日本検定協会や日本海事検定協会が全国の給油所を対象に四半期ごとに試買分析を実施して結果を公開している。不適合や試買拒否は資源エネルギー庁に報告され、同庁による上記の法律に基づく立入検査等の措置が執られる。
また不正燃料油の問題も、系列SS・PBSSに比べ、無印SSにとりわけ多く発生するというわけではない。
- 脱税目的のガソリンの不正については、ガソリン#日本の税制を参照。
- ハイオクガソリンについては、高オクタン価ガソリン#ハイオクガソリンの品質問題を参照。
- 軽油については、不正軽油を参照。